# 安濃高志
安濃 高志（あんのう たかし、1950年8月19日 - ）は日本の映画監督、アニメーション監督、演出家。群馬県出身。
主な代表作は『魔法のスターマジカルエミ』、『THE八犬伝』、『ヨコハマ買い出し紀行』、『Spirit of Wonder・少年科學倶楽部』など。また1997年に監督した『どんぐりの家』はキネマ旬報文化映画ベスト・テン第5位に入賞している。

## 経歴
1973年から1974年にかけて、東京ムービーの『エースをねらえ!』『侍ジャイアンツ』『空手バカ一代』で制作進行を務めた後、演出家として多くの作品に関わる。特に1980年代のぴえろ魔法少女シリーズで中心スタッフの一人として活動し、それを通じて独特の演出スタイルを形作っていった。
セリフや音楽を最小限に留め、登場人物の心境や状況を効果音や風景の積み重ねで浮かび上がらせる実写的な手法を用いる。アニメマニアの会話では、「あんのう」と呼ぶと庵野秀明と紛らわしいため、あえて「やすのう」と呼ばれる場合がある。同業者によれば、とても寡黙な人物であるという。

## 参加作品

### テレビアニメ
- ブロッカー軍団IVマシーンブラスター （1976年 - 1977年）演出
- 合身戦隊メカンダーロボ （1977年）演出
- 超合体魔術ロボ ギンガイザー （1977年）演出
- まんが日本絵巻 （1977年 - 1978年）演出
- 激走!ルーベンカイザー（1977年 - 1978年）演出
- ヤッターマン （1977年-1978年）演出
- 宇宙戦艦ヤマト2 （1978年-1979年）演出助手
- 女王陛下のプティアンジェ （1978年-1979年）演出
- 宇宙戦艦ヤマト 新たなる旅立ち （1979年）演出助手
- ザ・ウルトラマン （1979年）演出
- 鉄腕アトム （1980年-1981年）演出
- うる星やつら （1981年-1983年）演出
- ぴえろ魔法少女シリーズ
  - 魔法の天使クリィミーマミ （1983年-1984年）演出
  - 魔法の妖精ペルシャ （1984年-1985年）監督
  - 魔法のスターマジカルエミ （1985年-1986年）監督
- めぞん一刻（1986年-1987年）監督(27話～52話)
- きまぐれオレンジ☆ロード（1987年）絵コンテ・演出（19話・34話）
- ちびまる子ちゃん （1990年）文芸(1～9話)
- ミラクル☆ガールズ（1993年）監督 (1～17話)
- ほとり〜たださいわいを希う。〜 （2005年）監督
- DEATH NOTE （2006年-2007年）絵コンテ
- かみちゃまかりん （2007年）監督
- のらみみ （2008年）絵コンテ
- ポルフィの長い旅 （2008年）絵コンテ
- クプ〜!!まめゴマ! （2009年）絵コンテ
- 乃木坂春香の秘密 ぴゅあれっつぁ♪ （2009年）絵コンテ
- 真・恋姫†無双 〜乙女大乱〜 （2010年）絵コンテ

### OVA
- 魔法のスターマジカルエミ「蝉時雨」 （1986年）監督・脚本
- 妖魔 （1989年-1990年）監督
- 暗黒神話 （1990年）監督・脚本
- 恐怖新聞 （1991年）監督
- THE八犬伝 （1991年-1992年）監督
- ヨコハマ買い出し紀行 （1998年）監督・脚本
- Spirit of Wonder「少年科學倶楽部」 （2001年）監督・脚本
- 魔法のスターマジカルエミ「雲光る」 （2002年）監督・脚本

### 劇場アニメ
- 「さらば宇宙戦艦ヤマト 愛の戦士たち」（1978年）テクニカル助手
- 「火の鳥2772 愛のコスモゾーン」（1980年）監督助手[1]
- 「じゃりン子チエ」（1981年）監督助手
- 「うる星やつら オンリー・ユー」 （1983年）演出
- 「どんぐりの家 」（1997年）監督